# Uva quebranta
La uva quebranta es una variedad que resulta de la mutación genética de la uva negra traída por los españoles a Perú, inducida por la adaptación de la planta (Vitis vinifera) a las condiciones ambientales de suelo pedregoso y del clima desértico propio de la provincia de Pisco, que se extiende a los valles de los departamentos de Lima, Ica, Arequipa, Moquegua y algunos valles del Departamento de Tacna donde existen condiciones similares.
La uva quebranta es la más fuerte de todas las variedades de uva pisquera. Es de familia no aromática, por lo que aunque tiene un ligero aroma es elegante. Por su clasificación no aromática se aprecia mejor en boca y no tanto en nariz. Siendo el más fuerte de los varietales, es el más adecuado para el clima desértico costero del Perú y considerado nativo de la zona.
La quebranta es una variedad no aromática,de un gusto muy peculiar, que da el sabor inconfundible al aguardiente de uva Pisco. La uva quebranta es de baya casi redonda, hollejo duro y grueso. Generalmente es grande, aunque su tamaño y coloración dependen de diversos factores relacionados con su cultivo. Su pulpa es carnosa y dulce, pero un poco áspera al paladar. Puede considerarse como una variedad peruana por excelencia debido a que no guarda similitud con aquellas conocidas en otras partes del mundo. 
Su rusticidad, producto de su aclimatación al suelo de los valles vitivinícolas de la costa sur del Perú, le ha permitido ser resistente al insecto de la filoxera. Se ha podido comprobar la presencia de nódulos y aún del insecto propiamente dicho en las raíces de la uva quebranta, pero sin que ello afecte en absoluto la producción de uva. Esta característica hace que las cepas de uva quebranta sirvan como porta injertos.
- Datos: Q6158248